# Bāshī
Bāshī (persiska: باشی) är en ort i Iran.   Den ligger i provinsen Bushehr, i den centrala delen av landet, 800 km söder om huvudstaden Teheran. Bāshī ligger 10 meter över havet och antalet invånare är 708.
Terrängen runt Bāshī är platt åt nordväst, men österut är den kuperad. Havet är nära Bāshī västerut. Runt Bāshī är det ganska glesbefolkat, med 35 invånare per kvadratkilometer. Närmaste större samhälle är Delvār, 8,8 km norr om Bāshī. Trakten runt Bāshī är ofruktbar med lite eller ingen växtlighet.